# Malik Achmedilov
Malik Achmedilov (Russisch: Малик Ахмедилов) (ong. 1976 - 11 augustus 2009) was een Russisch  onderzoeksjournalist uit de zuidelijke republiek Dagestan.
Achmedilov was een belangrijk onderzoekscorrespondent voor de Avaarse krant Hakikat (ХIакъикъат) ("de Waarheid"). Hij was ook uitgever van het politieke maandblad Sogratl (Согратль) ("Bergdorp"). Achmedilov was bekend door zijn reportages over een aantal onopgeloste moorden in Dagestan. In zijn columns Hakikat uitte Achmedilov scherpe kritiek op de Russische federale troepen en op de plaatselijke ordehandhavers wegens het beperken van de religieuze en politieke vrijheden onder het mom van een anti-extremistische campagne. 
Achmedilov werd op 11 augustus 2009 dood gevonden aan de rand van de Dagestaanse hoofdstad Machatsjkala. De politie gelooft dat hij van dichtbij is neergeschoten met een pistool.
- artikel over de moord in De Standaard